# Georgios Katrougkalos
Georgios Katrougkalos (IPA: [ˈʝoɾɣos kaˈtɾuɡalos]) (in greco: Γιώργος Κατρούγκαλος; Atene, 27 marzo 1963) è un politico greco, esponente di SYRIZA. È stato europarlamentare dal 2014 al 2015, quando è stato nominato Viceministro degli Interni nel Governo Tsipras. Ha successivamente ricoperto, nel governo di Alexīs Tsipras, dapprima l'incarico di ministro del lavoro e poi di ministro degli affari esteri.
È, dal 2019, Vicepresidente del Gruppo della Sinistra europea unitaria presso l'Assemblea parlamentare del Consiglio d'Europa (PACE)  e dal 2021 Presidente del Sottocomitato sul Medio Oriente e il mondo arabo di PACE